# York (motorfiets)
York is een historisch merk van motorfietsen.
De bedrijfsnaam was: York Motorfahrzeuge-Fabrik, Robert Sturm, Wenen, later Robert Sturm, Motorradfabrik, Halle-Trotha
York was aanvankelijk gevestigd in Wenen, waar men in 1927 begon met de productie van motorfietsen. Daarvoor werden Britse componenten gebruikt, zoals frames van Omega in Coventry en 348-, 498- en 746-cc-inbouwmotoren van John A. Prestwich in Tottenham. 
In 1929 verhuisde het bedrijf naar Halle in Duitsland, waar de productie tot 1930 werd voortgezet.